# Rountzenheim
Rountzenheim é uma ex-comuna francesa na região administrativa de Grande Leste, no departamento Baixo Reno. Estendeu-se por uma área de 6,65 km². Em 2010 a comuna tinha 1 965 habitantes (densidade: 295,5 hab./km²).
Em 1 de janeiro de 2019, ela foi inserida no território da nova comuna de Rountzenheim-Auenheim.